# Fetih 1453
Fetih 1453 („Die Eroberung von 1453“; deutscher DVD-Titel Battle of Empires – Fetih 1453) ist ein türkischer Historienfilm aus dem Jahr 2012. Der Film gilt mit Produktionskosten von 16 Millionen Dollar als die teuerste Produktion der türkischen Filmgeschichte. Der Film kam am 16. Februar 2012 als Originalfassung mit Untertiteln in die deutschen Kinos. Aufgrund des Erfolgs kam am 29. März 2012 auch die deutsche Synchronfassung des Films in die Kinos in Deutschland.

## Handlung
Der Film behandelt schwerpunktmäßig die Ereignisse um die Belagerung und Eroberung Konstantinopels und die damit verbundene Zerschlagung des byzantinischen Reiches im Jahr 1453 durch die Osmanen unter Sultan Mehmed II.
Einleitend wird eine Szene gezeigt, in welcher die Anhänger des Propheten Mohammed von ihm über den Dschihad und den künftigen Eroberer Konstantinopels unterrichtet werden. Diese Prophezeiung wird im weiteren Verlauf mehrmals aufgegriffen und verleiht so der Eroberung eine religiös fundierte Legitimation. Später werden einzelne Episoden aus dem Leben Mehmeds II. gezeigt, so etwa sein Verhältnis zu seinem Vater und Vorgänger, Sultan Murad II. Parallel dazu treten weitere Protagonisten auf, so sein Jugendfreund Hasan, dessen Geliebte Era und der schließliche Gegenspieler Hasans auf Seiten der Byzantiner, Giustiniani. Breiten Raum nimmt die in epischer Form und mit aufwändigen Massenszenen dargestellte Belagerung ein. Im dramatischen Finale erobern schließlich die Osmanen die Stadt und Mehmed hält einen triumphalen Einzug. Zuvor stirbt Hasan, nachdem er seinen Gegner besiegt hat, während er die osmanische Fahne auf der Stadtmauer hisst. Er wurde in den Bauch als auch in den Rücken mit Pfeilen der Byzantinischen Bogenschützen getroffen.

## Historische Ungenauigkeiten
Im Film kommt die Plünderung der Stadt durch die Osmanen nicht vor, ebenso wenig wie die zahlreichen Gewaltakte an byzantinischen Bürgern und Amtsträgern nach den Kämpfen. Es wird stattdessen gezeigt, wie Mehmet II. sehr gnädig mit den Zivilisten der eroberten Stadt umgeht. Auch die von ihm angeordnete Bestattung des toten Kaisers Konstantin nach christlichem Brauch ist fiktiv. Der Kaiser fiel tatsächlich unerkannt im Kampf, sein Leichnam wurde nie gefunden.

## Kritiken
„Die beiden Istanbul-Filme von 1951 und 2012 sind Glieder einer Kette nationaler historischer Erzählungen, die mit dem Goldenen Zeitalter der Osmanen einen zuweilen eher intellektuellen, zuweilen eher ästhetisierenden und zunehmend auch einen populistisch-hemdsärmeligen Umgang betreiben. Wobei durchaus auffällt, dass die Osmanen, die Konstantinopel im Jahr 2012 erobern, deutlich islamischer gesonnen [sic!] sind als ihre Vorgänger.“

„Entsprechend beeindruckt der Film, der in einer Schlacht mündet, und deren Szenen Filmen wie Königreich der Himmel kaum nachsteht, mit beachtlichen Schauwerten und prächtiger Ausstattung. Im Vorfeld war ‚Fetih 1453‘ von zahlreichen Kontroversen begleitet, in seiner Heimat ist der Film ein umjubeltes Must-See-Event.“

„Denn das Werk verherrlicht mit allen Mitteln des Propagandafilms den heiligen Krieg von Sultan Mehmed II. über Kaiser Konstantin XI., mithin den Sieg des Islam über das Christentum. Der monumentale Historienschinken passt dem Neo-Osmanismus der Regierung Erdogan perfekt ins Konzept und füttert zudem die weltweit in der Diaspora lebenden Türken mit einem problematischen Selbstbewusstsein, das zwischen Patriotismus und Religiosität nicht mehr unterscheidet.“

„So legten die Macher […] mehr Wert auf eine Verklärung von Sultan Mehmet und seinen Getreuen als auf kritische Geschichtsbetrachtung. Auch religiöse Untertöne sind unüberhörbar. […] Wenig später ist zu sehen, wie christliche Soldaten mit Kreuzen auf den Schilden wehrlose Frauen abschlachten.“